# Froschhauser See

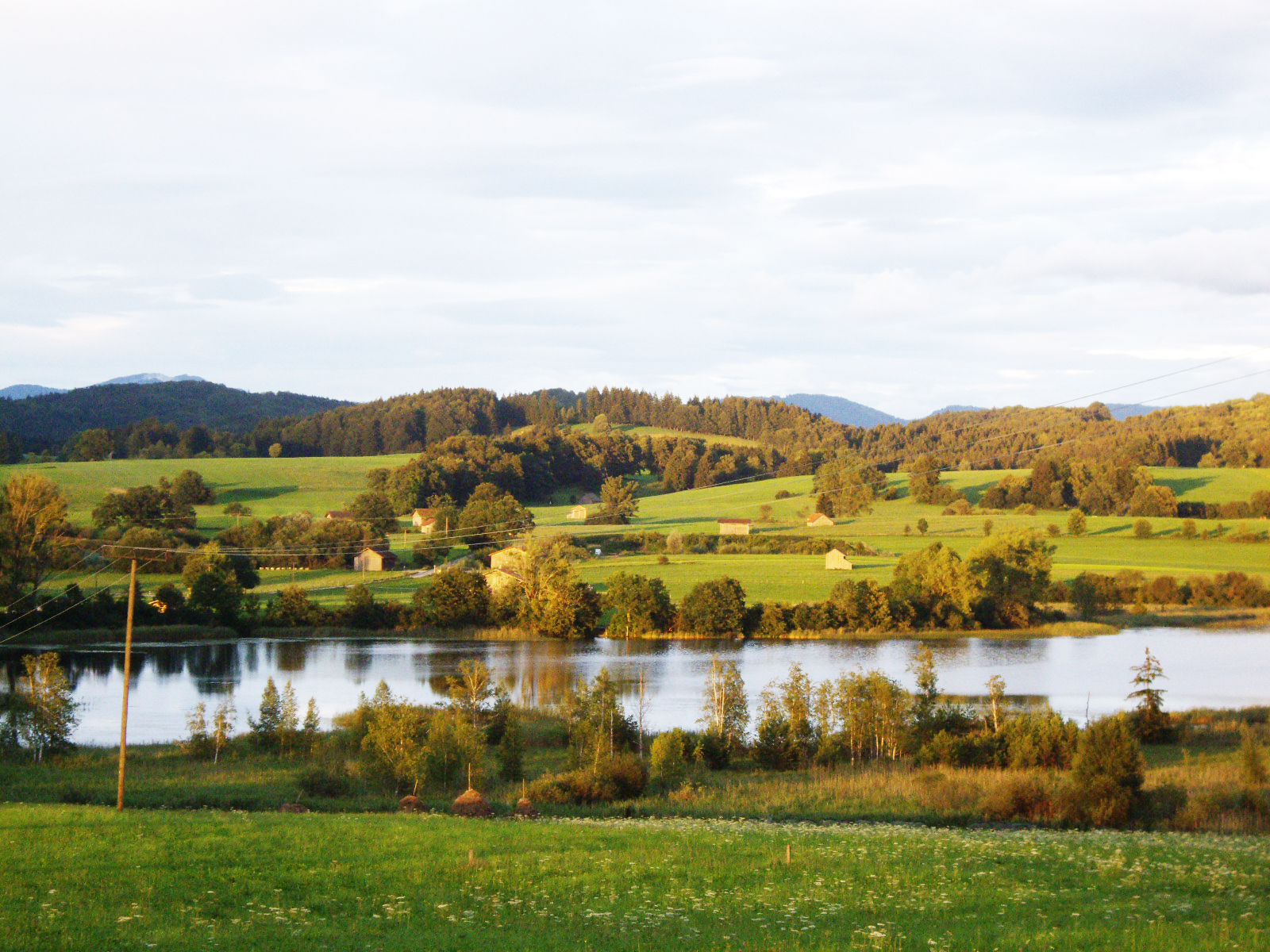
Froschhauser See, Blick nach Osten

Der Froschhauser See ist ein natürliches Stillgewässer in der oberbayerischen Gemeinde Murnau am Staffelsee im Ortsteil Froschhausen. Er ist einer der wärmsten Badeseen Deutschlands.
Vom nahegelegenen Riegsee ist er nur durch einen 200 m breiten Landstreifen getrennt.
Der See ist als Naturschutzgebiet ausgezeichnet und gehört zum FFH-Gebiet Moor- und Drumlinlandschaft zwischen Hohenkasten und Antdorf.